# Szybowcowa Góra
Der Szybowcowa Góra (übersetzt Segelflugberg; der eigentliche Name ist Schieferberg oder Galgenberg) ist ein Berg in der Woiwodschaft Niederschlesien in Polen. Er ist mit 561 m der höchste Berg des Grzbiet Mały (Kleiner Kamm) des Góry Kaczawskie (Bober-Katzbach-Gebirges). Der Berg wurde seit den 1920er Jahren bekannt durch die Segelflugschule Grunau, das heutige Segelfluggelände Jeżów Sudecki (EPJS).

## Geographische Lage

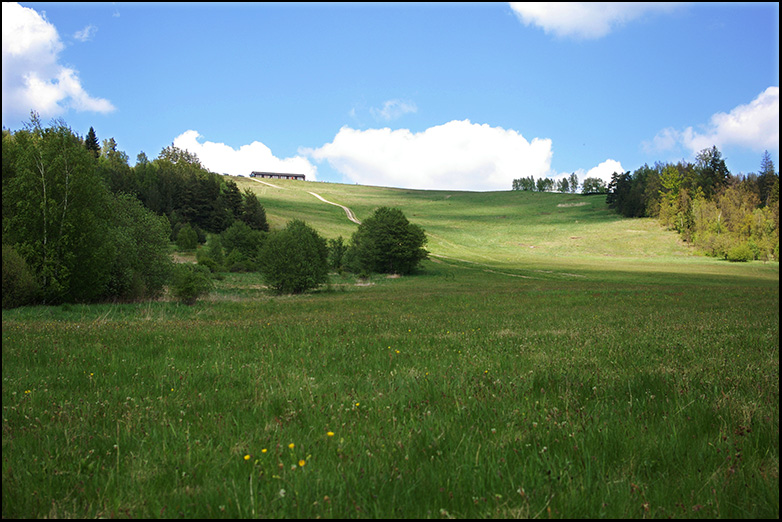
Segelflughang am Szybowcowa Góra

Der Berg liegt vier bis fünf Kilometer nördlich oberhalb der Stadt Jelenia Góra (Hirschberg). Sein Hauptgipfel mit 561 Metern Höhe liegt 1500 Meter nordöstlich vom Dorf Jeżów Sudecki (Grunau) auf dem Gebiet der gleichnamigen Landgemeinde. Der Segelflugbetrieb wurde ab dem Jahr 1927 auf den Nebengipfel Galgenberg mit 559 Metern Höhe verlagert. Dieser befindet sich 700 Meter östlich des Hauptgipfels und bot mit seinen nach Süden, Osten und Norden abfallenden Hängen ein ideales Schulungsgelände für die Gleit- und Hangflüge früherer Zeiten. 
Die benachbarten und nächsthöheren Berge des Kleinen Kamms sind der Stromiec (Grunauer Spitzberg) und die Srebrną (Silberberg) mit 551 und 491 Metern Höhe.

## Geologie
Der Schieferberg bekam seinen Namen vom Schiefergestein des Südteils: Serizit-Quarz-Schiefer mit Graphit und Grünschiefer. Im nördlichen Teil liegen Sedimente der Oberkreide: tonige Mergel, Mergelkalksteine und Sandsteine. 

## Geschichte

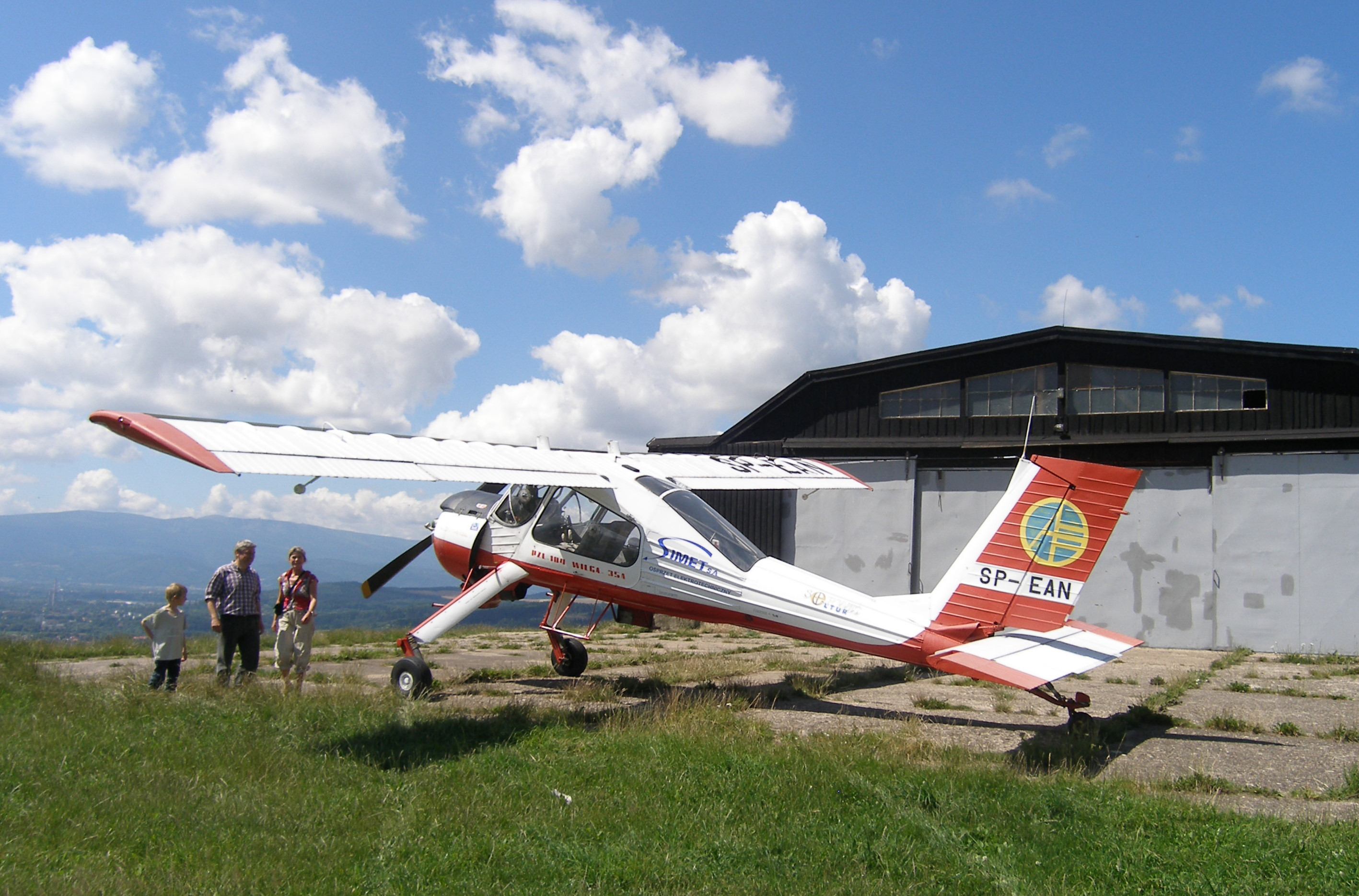
Schleppflugzeug vor dem Hangar von 1930

Auf dem Ostgipfel des Berges wurde ab 1927 die Segelflugschule Grunau angelegt und erreichte eine hohe Bekanntheit. Die Schulgleiter und Flugzeuge früherer Zeiten wurden hier am Gummiseil gestartet und hatten ideale Bedingungen im Hangwind. Anfang der 1930er Jahre lernten Hanna Reitsch und Wernher von Braun das Fliegen. Das weltbekannte Grunau Baby wurde unweit des Berges gebaut und am Hang eingeflogen. Der Segelflugpionier Wolf Hirth entdeckte hier das meteorologische Phänomen und den Segelflug in der Leewelle.

## Tourismus
Das Segelfluggelände wird vom Aeroklub Jeleniogórski betrieben, der bei Jelenia Góra noch einen Verkehrslandeplatz unterhält. Das Gelände hat fünf Start- und Landebahnen und ist unter anderem für Rollstart zugelassen, der besondere Windbedingungen erfordert. Das Gefälle des Hangs erlaubt auch bei heutigem Fluggerät einen sicheren „Gravitationsstart“. Hierbei lässt der Pilot das Flugzeug solange eine schmale, gepflasterte Bahn hinab rollen, bis dieses die Abhebegeschwindigkeit erreicht hat.
Drachenflieger und Gleitschirme können an den Berghängen in Abstimmung mit dem Segelflugbetrieb ebenfalls starten.